# سیارک ۲۷۹۷

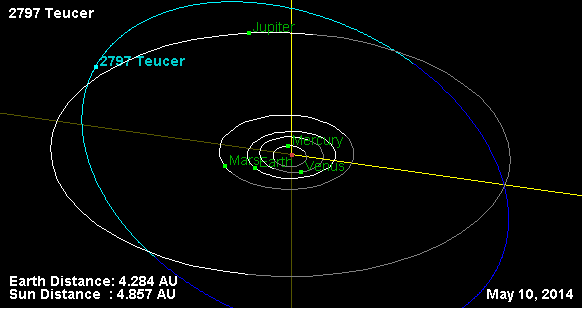
نمایی از محل قرارگیری سیارک ۲۷۹۷ در مدار – ۲۰۱۴

سیارک ۲۷۹۷ (به انگلیسی: 2797 Teucer، نامگذاری:1981LK) دو هزار و هفتصد و نود و هفتمین سیارک کشف شده‌است که در ۴ ژوئن ۱۹۸۱ کشف شد.
قدر مطلق سیارک برابر ۸٫۴۰ است.